# 1501 a tudományban
Az 1501. év a tudományban és technikában.

## Események
- az Ascension-sziget felfedezése
- Amerigo Vespucci felfedezi az Alfa Centauri és Béta Centauri csillagokat
- Johannes Aventinus német tudós pontos méreteket ad a Fertő tóról, s ezekből arra lehet következtetni, hogy a tó a 16. század elején érte el eddigi ismert legnagyobb kiterjedését.

## Születések
- Gerolamo Cardano olasz matematikus, fizikus, orvos († 1576)
- Leonhart Fuchs, német botanikus († 1566)
- Pedro de Mendoza, konkvisztádor († 1537)

## Halálozások
- Gaspar Corte-Real portugál tengerész, Új-Fundland felfedezője.(* 1450?)